# Anthipes
Anthipes (лат.) — род воробьиных птиц из семейства мухоловковых. Представители рода распространены в Азии.

## Таксономия
Ранее представителей рода относили к роду Ficedula, однако в 2010 году по результатам молекулярно-филогенетического исследования они были переведены в восстановленный род Anthipes.

## Классификация
В состав рода включают два вида:
- Anthipes monileger (Hodgson, 1845) — Алмазная мухоловка
- Anthipes solitaris (Müller, 1836) — Мухоловка-отшельник